# Османов, Аслан Абдулла оглы
Аслан Абдулла оглы Османов (азерб. Aslan Abdulla oğlu Osmanov; 1 января 1925, Шемахинский уезд — 26 января 2002, Сумгаит) — советский азербайджанский строитель, Герой Социалистического Труда (1958).

## Биография
Родился 1 января 1925 года в селе Джульян Шемахинского уезда Азербайджанской ССР (ныне село в Исмаиллинском районе).
С 1944 года — каменщик, с 1950 года — бригадир, с 1966 года — старший прораб строительного управления «Монтажстройдеталь» треста «Закпромстрой», с 1970 года — прораб строительного треста № 1.
Аслан Османов проявил себя умелым и трудолюбивым работником. После войны, работая в стройуправлении, Османов увидел в механизмах неограниченные возможности в увеличении количества построенных зданий; он создал новый прогрессивный метод кладки камня-кубика. Несмотря на высокую выработку нормы, Аслан Османов уделял внимание и качеству строительства: на одной из сессий Сумгаитского горсовета строитель заявил, что в погоне за процентами, строители не уделяют внимания качеству и заявил, что необходимо думать не о метраже, а о жильцах дома. Аслан Османов стал инициатором создания в республике комплексных строительных бригад, в которые входят плотники, монтажники, такелажники, мотористы башенных кранов; позже такие бригады появились на всех стройках города Сумгаита и во всех строительных управлениях Азербайджана. Строитель Османов предложил увеличить количество зеленых насаждений молодого города — благодаря этому предложению количество насаждений на человека составило 19 квадратных метров, а всего в городе количество деревьев составило свыше 80 гектаров. В последующих годах, в период семилетки, Османов достигал не менее внушительных результатов, а семилетний план выполнил в 1963 году. На счету строителя и его бригады — Азербайджанский трубопрокатный завод, завод синтетического каучука, более 60 двухэтажных и четырёхэтжных многоквартирных домов, второй микрорайон города, дворцы культуры имени Джаббарлы, имени Нариманова, имени Самеда Вургуна, Энергетиков, Строителей, кинотеатр «Россия» и многие другие.
Указом Президиума Верховного Совета СССР от 9 августа 1958 года за выдающиеся успехи, достигнутые в строительстве и промышленности строительных материалов Османову Аслану Абдулла оглы присвоено звание Героя Социалистического Труда с вручением ордена Ленина и золотой медали «Серп и Молот».
В годы семилетнего плана (1959-1965) достигал не менее внушительных результатов, а сам семилетний план выполнил досрочно в 1963 году. На счету строителя и его бригады – Азербайджанский трубопрокатный завод, завод синтетического каучука, более 60 двухэтажных и четырёхэтжных многоквартирных домов, второй микрорайон города, дворцы культуры имени Джаббарлы, имени Нариманова, имени Самеда Вургуна, Энергетиков, Строителей, кинотеатр «Россия» и многие другие.
с 1966 года – старший прораб строительного управления «Монтажстройдеталь» треста «Закпромстрой», а с 1970 года – прораб строительного треста №1.
Активно участвовал в общественной жизни Азербайджана. Член КПСС с 1951 года. Депутат Верховного Совета Азербайджанской ССР 5-го и 6-го созывов. Делегат XXI съезда КПСС.
Скончался 26 января 2002 года в городе Сумгаит.